# Цыганка (телесериал)
«Цыга́нка» (англ. Gypsy) — американский драматический телесериал, созданный Лизой Рубин. Релиз телесериала состоялся 30 июня 2017 года на Netflix. Наоми Уоттс исполнила роль Джин Холлоуэй — психотерапевта, которая вступает в опасные близкие связи с людьми в жизни её пациентов; Билли Крудап сыграл её мужа.
В феврале 2016 года Сэм Тейлор-Джонсон объявила, что выступит режиссёром первых двух эпизодов телесериала, а также возьмёт на себя обязанности исполнительного продюсера. Шон Яблонски также занял пост исполнительного продюсера и сошоураннера вместе с Лизой Рубин.
11 августа 2017 года Netflix закрыл сериал после первого сезона.

## В ролях

### Основной состав
- Наоми Уоттс — Джин Холлоуэй[4]
- Билли Крудап — Майкл Холлоуэй[5]
- Софи Куксон — Сидни Пирс[8]
- Карл Глусман — Сэм Даффи
- Пурна Джаганнатан — Ларин Инамдар[9]
- Брук Брук — Ребекка Роджерс[10]
- Люси Бойнтон — Эллисон Адамс[11]
- Мелани Либёрд — Алексис[12]
- Бренда Ваккаро — Клэр Роджерс[9]

### Второстепенный состав
- Кимберли Куинн — Холли Файтельсон[10]
- Эдвард Экрут — Зал
- Блайт Даннер — Нэнси, мама Джин
- Фрэнк Дил — Гэри Левин
- Шайло Фернандес — Том
- Ивэн Хойт Томпсон — Франсес
- Maren Heary — Долли Холлоуэй
- Вардаан Арора — Радж
- Эрин Нойфер — Эмили
- Керри Кондон — Мелисса Согравес

## Отзывы критиков
На сайте-агрегаторе Rotten Tomatoes сериал получил рейтинг в 38%, что основано на 40-ми отзывах критиков со средним рейтингом 5,8/10. На Metacritic сериал получил 45 баллов из ста на основе 21-й «средней и смешанной» рецензии.